# Gamgyeok sidae: Tusin-ui tansaeng
Gamgyeok sidae: Tusin-ui tansaeng (감격시대: 투신의 탄생?, lett. L'epoca delle emozioni - La nascita del dio della lotta; titolo internazionale Inspiring Generation, conosciuta anche come Age of Feeling o Grateful Generation) è una serie televisiva sudcoreana trasmessa su KBS2 dal 15 gennaio al 3 aprile 2014. È tratta dal manhwa di Bang Hak-gi, pubblicato su Sports Seoul da giugno 1985 a giugno 1988.

## Trama
Shin Jung-tae ha perso suo padre a 15 anni, quando un soldato giapponese gli sparò durante l'occupazione nipponica di Shanghai negli anni Trenta, e trova giustizia solo nei combattimenti corpo a corpo nelle vie di Shanghai, diventando presto il miglior lottatore del continente. Jung-tae è innamorato dell'esuberante aspirante cantante Yoon Ok-ryeon, figlia dell'uomo che lo ha cresciuto, ma è troppo goffo per esprimere i suoi sentimenti; inoltre, la fredda e calcolatrice Gaya Deguchi, figliastra di un alto funzionario dell'Assemblea Nazionale giapponese, si frappone tra i due.

## Personaggi
- Shin Jung-tae, interpretato da Kim Hyun-joong e Kwak Dong-yeon (da adolescente)
- Gaya Deguchi, interpretata da Im Soo-hyang e Joo Da-young (da adolescente)
- Yoon Ok-ryeon/Kim Ok-bin, interpretata da Jin Se-yeon e Ji Woo (da adolescente)
- Kim Soo-ok, interpretato da Kim Jae-wook
Dongiovanni che s'interessa a Ok-ryeon.
- Toyama Denkai, interpretato da Kim Kap-soo
Capo dell'organizzazione giapponese Ilgukhoe.
- Shin Young-chul, interpretato da Choi Jae-sung
Padre di Jung-tae.
- Choi Soo-ri, interpretato da Son Byung-ho
Cecchino e cacciatore, ricercato per omicidio in Giappone.
- Jjang-ddol, interpretato da Shin Seung-hwan e Kim Dong-hee (da adolescente)
Amico di Jung-tae.
- So-so, interpretata da Kim Ga-eun
Ladruncola di Shanghai.
- Aoki Denkai, interpretato da Yoon Hyun-min
Figlio di Toyama Denkai e membro dell'esercito giapponese.
- Shinjo Deguchi, interpretato da Choi Cheol-ho
Padre di Gaya.
- Kim Sung-deok, interpretata da Shin Eun-jung
Madre di Ok-ryeon, gisaeng.
- Mal-sook, interpretata da Lee Cho-hee e Kim Min-ha (da adolescente)
Amica di Ok-ryeon.
- Yang-yang, interpretata da Bae Noo-ri
- Shinichi, interpretato da Jo Dong-hyuk
Spadaccino al servizio di Ryoko e poi di Gaya.
- Aka, interpretato da Choi Ji-ho
Spadaccino che non prova dolore al servizio di Toyama Denkai.
- Genjo, interpretato da Kwak Seung-nam
Samurai di Ilgukhoe.
- Hwang Bong-shik, interpretato da Yang Ik-june
Capo della banda Dobinori.
- Poong-cha, interpretato da Jo Dal-hwan
Membro della banda Dobinori.
- Kang-gae, interpretato da Ji Seung-hyun
Membro della banda Dobinori, disprezza Jung-tae.
- Kkab-sae, interpretato da Nuel
Membro della banda Dobinori.
- Jung Jae-hwa, interpretato da Kim Sung-oh
Gestore del club Shanghai a Shanghai.
- Mang-chi, interpretato da Kim Seo-kyung
- Shin Ma-juk, interpretato da Yoo Tae-woong
- Cha Sang-ki, interpretato da Seo Dong-gun
- Seol Doo-sung, interpretato da Choi Il-hwa
Capo del quartiere francese di Shanghai.
- Wang Baek-san, interpretato da Jung Ho-bin
Vice di Seol Doo-sung.
- Mo Il-hwa, interpretato da Song Jae-rim
Capo della criminalità di Dandong, ha un debito di riconoscenza nei confronti del padre di Jung-tae.
- Won-pyung, interpretato da Lee Joon-seok
Uomo al servizio di Mo Il-hwa.
- Bul-gom, interpretato da Lee Chul-min
Capo di una banda di Sinŭiju.
- Dokku, interpretato da Uhm Tae-gu
Uomo al servizio di Bul-gom, poi dalla parte di Ilgukhoe.
- Omogari, interpretato da Oh Soon-tae
- Shin Ga-jeom, interpretato da Kim Roi-ha
- Vecchio Mosca, interpretato da Park Chul-min
Residente di Shanghai che raccoglie cadaveri.
- Shin Chung-ah, interpretata da Kim Se-jung e Lee Ji-woo (da adolescente)
Sorella minore disabile di Jung-tae.
- Indovino, interpretato da Kim Byung-ki
- Mok Po-daek, interpretata da So Hee-jung
Madre di Mal-sook.
- Kim Cheom-ji, interpretato da Lee Sang-hee
- Yamamoto Hagesawa, interpretato da Jung Jin
Rappresentante di Ilgukhoe a Shanghai prima dell'arrivo di Gaya.
- Koichi, interpretato da Im Hyung-joon
Membro del distaccamento di Ilgukhoe a Shanghai.
- Sasaki, interpretato da Jo Ha-seok
Membro del distaccamento di Ilgukhoe a Shanghai.
- Tamada, interpretato da Im Se-hwan
Membro del distaccamento di Ilgukhoe a Shanghai.
- Capo infermiera, interpretata da Moon Hee-kyung
- Lang-lang, interpretata da Hwang Chae-won
- Ryoko Denkai, interpretata da Kim Yoon-hee
Madre di Gaya.

## Ascolti
| Episodio | Data di trasmissione | Dati TNMS           | Dati TNMS                  | Dati AGB            | Dati AGB                   |
| Episodio | Data di trasmissione | A livello nazionale | Area metropolitana di Seul | A livello nazionale | Area metropolitana di Seul |
| -------- | -------------------- | ------------------- | -------------------------- | ------------------- | -------------------------- |
| 1        | 15 gennaio 2014      | 7,9%                | 9,2%                       | 7,8%                | 7,7%                       |
| 2        | 16 gennaio 2014      | 7,8%                | 9,2%                       | 7,7%                | 7,7%                       |
| 3        | 22 gennaio 2014      | 8,9%                | 9,2%                       | 9,6%                | 10,3%                      |
| 4        | 23 gennaio 2014      | 8,9%                | 8,3%                       | 7,9%                | 8,4%                       |
| 5        | 29 gennaio 2014      | 7,7%                | 8,6%                       | 7,0%                | 7,9%                       |
| 6        | 30 gennaio 2014      | 7,9%                | 8,7%                       | 8,3%                | 8,8%                       |
| 7        | 5 febbraio 2014      | 7,0%                | 7,2%                       | 8,4%                | 8,6%                       |
| 8        | 6 febbraio 2014      | 7,4%                | 9,3%                       | 8,9%                | 9,4%                       |
| 9        | 12 febbraio 2014     | 8,8%                | 9,4%                       | 10,0%               | 10,7%                      |
| 10       | 13 febbraio 2014     | 9,9%                | 11,6%                      | 11,4%               | 12,8%                      |
| 11       | 19 febbraio 2014     | 8,8%                | 9,1%                       | 10,3%               | 10,8%                      |
| 12       | 20 febbraio 2014     | 8,2%                | 9,8%                       | 9,8%                | 10,2%                      |
| 13       | 26 febbraio 2014     | 8,7%                | 9,3%                       | 9,3%                | 9,7%                       |
| 14       | 27 febbraio 2014     | 8,9%                | 10,3%                      | 9,7%                | 10,1%                      |
| 15       | 5 marzo 2014         | 10,0%               | 10,9%                      | 12,0%               | 12,7%                      |
| 16       | 6 marzo 2014         | 10,3%               | 11,6%                      | 12,5%               | 13,3%                      |
| 17       | 12 marzo 2014        | 10,7%               | 12,2%                      | 12,2%               | 13,2%                      |
| 18       | 13 marzo 2014        | 10,0%               | 11,4%                      | 12,6%               | 13,2%                      |
| 19       | 19 marzo 2014        | 9,2%                | 10,2%                      | 11,0%               | 11,1%                      |
| 20       | 20 marzo 2014        | 10,8%               | 12,4%                      | 12,1%               | 12,8%                      |
| 21       | 26 marzo 2014        | 10,0%               | 11,4%                      | 11,6%               | 12,3%                      |
| 22       | 27 marzo 2014        | 10,3%               | 10,9%                      | 12,3%               | 13,6%                      |
| 23       | 2 aprile 2014        | 9,8%                | 10,4%                      | 11,1%               | 11,5%                      |
| 24       | 3 aprile 2014        | 10,7%               | 11,6%                      | 12,3%               | 13,5%                      |
| Media    | Media                | 9,0%                | 10,0%                      | 10,2%               | 10,8%                      |

## Colonna sonora
1. Destiny – Im Jae-bum
2. Bruise (멍) – Kim Gun-mo
3. Good Day to Die – J2M
4. The Road (길) – Rhosy
5. Like a Flame (불꽃처럼) – I.D.
6. The Light – Na Yoon-kwon
7. Until That Day, Goodbye (그날까지 안녕) – Zia
8. When Today Passes (오늘이 지나면) – Kim Hyun-joong

## Riconoscimenti
| Anno | Premio                                  | Categoria                                                     | Ricevente      | Risultato       |
| ---- | --------------------------------------- | ------------------------------------------------------------- | -------------- | --------------- |
| 2014 | KBS Drama Awards                        | Premio all'eccellenza, attore in un drama di media lunghezza  | Kim Hyun-joong | Candidato/a     |
| 2014 | KBS Drama Awards                        | Premio all'eccellenza, attrice in un drama di media lunghezza | Im Soo-hyang   | Candidato/a     |
| 2014 | KBS Drama Awards                        | Miglior nuovo attore                                          | Yoon Hyun-min  | Candidato/a     |
| 2014 | KBS Drama Awards                        | Miglior giovane attore                                        | Kwak Dong-yeon | Vincitore/trice |
| 2014 | Seoul International Youth Film Festival | Miglior giovane attore                                        | Kwak Dong-yeon | Candidato/a     |
| 2014 | Baeksang Arts Awards                    | Attore più popolare (TV)                                      | Kim Hyun-joong | Candidato/a     |

## Distribuzioni internazionali
| Paese     | Canale/i | Prima TV                 | Titolo adottato                                                                |
| --------- | -------- | ------------------------ | ------------------------------------------------------------------------------ |
| Giappone  | DATV     | 9 agosto 2014            | 感激時代～闘神の誕生 (L'epoca delle emozioni - La nascita del dio della lotta) |
| Hong Kong | Drama 2  | 6 novembre 2014-in corso | 感激時代：鬪神的誕生 (L'epoca delle emozioni - La nascita del dio della lotta) |